# Fei Yu-ching
Fei Yu-ching (chinois simplifié : 费玉清 ; chinois traditionnel : 費玉清 ; né Chang Yen-ting chinois simplifié : 张彦亭 ; chinois traditionnel : 張彥亭 le 17 juillet 1955) est un ancien chanteur et animateur taïwanais.

## Biographie
Fei Yu-ching naît le 17 juillet 1955 à Taïwan de parents originaires de Chine continentale et est le plus jeune de trois enfants. Sa sœur aînée Chang Yen-chiung (chinois simplifié : 张彦琼 ; chinois traditionnel : 張彥瓊) est une ancienne chanteuse connue professionnellement sous le nom de Jenny Fei (chinois simplifié : 费贞绫 ; chinois traditionnel : 費貞綾) avant de devenir nonne bouddhiste en 1991 sous le nom de dharma Heng Shu (chinois simplifié : 恒述法师 ; chinois traditionnel : 恆述法師). Son frère aîné Chang Fei (chinois simplifié : 张菲 ; chinois traditionnel : 張菲) est également chanteur et personnalité de la télévision. 
La carrière de Fei débute en 1973 et il commence à se constituer une large base de fans avec son frère. Il interprète plusieurs chansons de génériques pour des émissions de télévision, dont certaines ont eu plus de succès que les émissions elles-mêmes. Il chante de nombreux succès tels que Yi Jian Mei (A Trim of Plum Blossoms), Ode to the Republic of China, et Good Night Song (chinois traditionnel : 晚安曲 ; pinyin : Wǎn'ān Qǔ), composée par l'auteur taïwanais Liu Chia-chang. Cette chanson est choisie par China Television pour terminer chaque émission quotidienne en 1979. Elle est surnommée 打烊歌 (chanson de fermeture de magasin) et est jouée lorsque les magasins et les grands magasins sont sur le point de fermer pour la journée. En 1996, lors de la 7e édition des Golden Melody Awards, son album Good Night Song (chinois traditionnel : 晚安曲) remporte le prix du meilleur album en mandarin et il est nommé dans la catégorie du meilleur chanteur mandarin.
Fei annonce sa retraite de l'industrie du divertissement en septembre 2018, déclarant que sa tournée de concerts d'adieu est prévue pour 2019. Il organise sa tournée de concerts d'adieu dans quelques villes en Chine, à Macao, en Malaisie, aux États-Unis, au Canada, en Australie, à Singapour, à Hong Kong et à Taïwan. Son dernier concert a lieu en novembre à Taïwan.
En 2020, la chanson Yi Jian Mei (plus connue sous le nom de Xue hua piao piao en Occident) devient un mème Internet viral qui atteint les premières places du classement Spotify Viral 50 dans des pays comme la Norvège, la Suède, la Finlande et la Nouvelle-Zélande.

## Discographie

### Albums studio en mandarin
- 1977 : 我心生愛苗
- 1978 : 白雲長在天
- 1979 : 舊時情
- 1979 : 一縷清紗萬縷情/ 凝望
- 1980 : 龍的傳人
- 1980 :  漁唱
- 1981 : 万里长城
- 1981 : 刮地风
- 1981 : 送你一把泥土
- 1981 : 夜半歌声
- 1982 : 走過我自己
- 1982 : 水長流
- 1983 : 長江水
- 1983 : 我在你左右
- 1984 : 夢駝鈴
- 1984 : 明日天涯
- 1985 : 新歌與精選 (楚留香新傳)
- 1985 : 星夜的離別
- 1985 : 巨鵬
- 1986 : 憶芙蓉
- 1987 : 凱旋
- 1987 : 跟著地球旋轉
- 1988 : 從前
- 1989 : 莫言醉
- 1990 : 長髮的女郎
- 1992 : 情深往事直到永遠
- 1993 : 一生的朋友
- 1994 : 晚安曲
- 2002 : 風華再現﹣情繫百樂門
- 2003 : 何日君再來
- 2004 : 花開富貴迎新春
- 2005 : 浮聲舊夢
- 2007 : 青青校樹
- 2008 : 回想曲之情話綿綿
- 2010 : 天之大
- 2011 : 唱一遍一遍
- 2012 : 只有你
- 2013 : 只想聽見费玉清

### Albums studio en hokkien
- 1987 : 甲人做伙
- 1988 : 古早